# Włodzimierzówka
Włodzimierzówka (ukr. Володимирівка) – wieś na Ukrainie na terenie rejonu włodzimierskiego w obwodzie wołyńskim, liczy 267 mieszkańców.